# Deutsche Kriegsverbrechen in Italien
Deutsche Kriegsverbrechen in Italien wurden zwischen dem 8. September 1943, als Italien aus dem deutschen Bündnissystem ausschied, und dem 2. Mai 1945, an dem die deutschen Truppen in Italien kapitulierten, begangen. Dabei handelte es sich um das gesamte Spektrum von Kriegsverbrechen, um als Verbrechen gegen die Menschlichkeit definierte Gewalttaten und um Deportationsdelikte, begangen an italienischen Militär- und Zivilpersonen.

## Vorgeschichte
Zwischen Ende des Jahres 1942 und Anfang 1943 erlitten die Truppen der Achsenmächte an der deutsch-sowjetischen Front gravierende Verluste. Auch die Verbündeten Deutschlands waren betroffen, die italienische 8. Armee wurde von der Roten Armee in der Winteroffensive 1942 zerschlagen, ihre Reste kehrten im Frühjahr 1943 nach Italien zurück. Zu ihrer Rückkehr an die Ostfront fehlte eine neue Ausrüstung.
Am 9. September 1940 begann eine italienische Armee mit der Invasion Ägyptens. Etwa 100 km hinter der ägyptisch-libyschen Grenze kam der Vormarsch zum Stehen; am 8. Dezember 1940 starteten die Alliierten mit der Operation Compass einen Gegenangriff. Dieser war so erfolgreich, dass schließlich die gesamte Kyrenaika besetzt werden konnte und bis Anfang Februar 1941 die italienische 10. Armee nahezu vollständig aufgerieben wurde.
Hitler zögerte lange, weil es ihm um „seinen“ Feldzug, den Krieg gegen die Sowjetunion, ging. Am 11. Januar 1941 erließ er die „Weisung Nr. 22“, in der er unter anderem das Unternehmen Sonnenblume befahl. General Erwin Rommel wurde mit der Führung dieser deutschen Unterstützungstruppen für die bedrängten Italiener beauftragt. Während Hitler aus der kriegsentscheidenden Panzertruppe einige Einheiten nach Afrika entsandte, begann er gleichzeitig im April 1941 den Balkanfeldzug zur weiteren Unterstützung Italiens.
Vor diesem Hintergrund war der Erfolg des deutschen Afrikafeldzuges von Anfang an in Frage gestellt. Aus Nordafrika mussten die Achsenmächte sich unter schwersten Verlusten zurückziehen, die Heeresgruppe Afrika kapitulierte am 13. Mai 1943 bei Tunis, Italien verlor seine afrikanischen Kolonien. Ab Mai 1943 begann eine Luftoffensive der Alliierten gegen Italien. In der Nacht vom 9. zum 10. Juli landeten zwei angloamerikanische Armeen auf Sizilien. Dies führte zum Sturz Mussolinis, den König Viktor Emanuel III. am 25. Juli verhaften ließ.
Die nach dem Sturz Mussolinis gebildete Regierung Badoglio nahm geheime Verhandlungen mit den Alliierten über einen Waffenstillstand auf, die am 3. September 1943 zum Abschluss des Waffenstillstands von Cassibile führten, der am 8. September 1943 bekanntgegeben wurde. Das Oberkommando der Wehrmacht hatte das Ausscheiden Italiens aus dem Bündnis kommen sehen und unter der Deckbezeichnung „Fall Achse“ Pläne ausgearbeitet, Italien zu besetzen und die italienischen Positionen auf dem Balkan und in Südfrankreich zu übernehmen. Inzwischen waren bereits mehr als 20 Divisionen nach Italien verlegt worden, um sofort die Initiative ergreifen zu können. Nach Bekanntwerden des Waffenstillstands wurden diese Pläne ausgelöst. Etwa die Hälfte des 1,52 Millionen Mann starken italienischen Heeres wurde entwaffnet und gefangen genommen. Deutschland errichtete nach der Befreiung Mussolinis im Unternehmen Eiche in den besetzten Gebieten eine erneuerte faschistische Marionettenregierung, die Italienische Sozialrepublik. Deren Milizen und militärische Verbände wurden hauptsächlich zur Partisanenbekämpfung eingesetzt. Einheiten von Wehrmacht und Waffen-SS, teilweise von der Ostfront abgezogen, versuchten, das Vordringen der Alliierten in Italien aufzuhalten und bekämpften die „Resistenza“ in Norditalien mit härtesten Mitteln. Am 13. Oktober 1943 erklärte Italien Deutschland den Krieg und trat an der Seite der Alliierten offiziell wieder in den Krieg ein.

## Die Behandlung der italienischen Armee
11.400 italienische Militärangehörige verloren ihr Leben aufgrund verbrecherischer oder völkerrechtswidriger Befehle. 44.720 Partisanen wurden getötet, oft unter Missachtung geltender internationaler Bestimmungen. 9.180 Zivilisten wurden getötet, Männer, Frauen, Kinder. Viele und die wahrscheinlich wichtigsten Verbrechen sind durch Quellen belegt, aber nicht alle. Daher muss man davon ausgehen, dass die Zahlen noch höher liegen.
Italienische Truppenkommandeure wurden als Freischärler standrechtlich erschossen, falls es ihnen nicht gelang, ihre Soldaten innerhalb kurzer Zeit dazu zu bringen, ihre Waffen an die Wehrmacht abzugeben und sich zu ergeben. Nach der Haager Landkriegsordnung waren diese Soldaten aber als Kriegführende berechtigt, sich der Entwaffnung zu widersetzen, und sie durften nicht als Freischärler behandelt werden. Dies wurde im Prozess gegen die wegen Kriegsverbrechen angeklagten Südostgeneräle eindeutig festgestellt.
Auf Hitlers Befehl hin ließen einige Offiziere der Wehrmacht italienische Einheiten bei der Waffenübergabe und Gefangennahme niederschießen: Die 1. Gebirgs-Division auf der Insel Kefalonia exekutierte 5.200 bereits entwaffnete italienische Soldaten (Massaker auf Kefalonia). Ähnliche Massenhinrichtungen an Italienern geschahen in Albanien und Jugoslawien. Hinzu kamen deutsche Morde auf italienischem Boden an Kriegsgefangenen, die sich ihrer Entwaffnung widersetzt hatten.
Der Kugelerlass vom 4. März 1944 sah vor, dass wiederergriffene flüchtige kriegsgefangene Offiziere und nicht arbeitende Unteroffiziere an die Gestapo übergeben werden sollten. Von der Gestapo wurden sie in das KZ Mauthausen gebracht und dort durch Genickschuss ermordet. Wenn es eine größere Anzahl war, wurden sie vergast.
Ein Befehl des Kommandierenden Generals des XXII. Gebirgs-Armeekorps, Hubert Lanz, besagte, dass in Zivil angetroffene italienische Soldaten völlig formlos zu erschießen seien. Er setzte sich damit über die primitivsten Regeln des Standrechts hinweg.
Über 13.000 italienische Kriegsgefangene ertranken, als sie 1943 in hoffnungslos überladenen Dampfern von den griechischen Inseln auf das Festland gebracht werden sollten. Der Befehl, sie abzutransportieren ohne Rücksicht darauf, ob Rettungsmittel an Bord der Schiffe vorhanden waren, stellte einen schweren Verstoß gegen das Kriegsvölkerrecht dar.
Der Oberbefehlshaber der Kriegsmarine Großadmiral Karl Dönitz befahl, dass alle führenden Offiziere von Submarina und anderen italienischen Marinedienststellen standrechtlich abzuurteilen seien, wenn sie Kampfhandlungen gegen deutsche Seestreitkräfte zu verantworten hatten. Dieser Befehl verlangte von seinen Untergebenen Kriegsverbrechen.
Etwa 600.000 Soldaten der italienischen Streitkräfte wurden entwaffnet, interniert und zur Zwangsarbeit auf das Gebiet des Reiches verschleppt. Sie wurden auf Befehl Hitlers als „Militärinternierte“ eingestuft, um ihnen den Status von völkerrechtlich geschützten Kriegsgefangenen nicht zuerkennen zu müssen. Sie galten kollektiv als „Verräter“ und wurden daher im Reich oft noch schlimmer behandelt als die Ostarbeiter. Bis Kriegsende starben etwa 40 bis 45.000 von ihnen. Die Überlebenden wurden 1944 in den Status von Zivilgefangenen überführt und danach besser versorgt.

## Die deutsche Besatzungsherrschaft
Innerhalb weniger Wochen nach Italiens Waffenstillstand erhöhte Deutschland die Truppenstärke der Heeresgruppe C in Italien auf 32 Divisionen, die dem Oberbefehl von Generalfeldmarschall Albert Kesselring unterstanden. Auch die in Italien operierenden Divisionen der Waffen-SS unterstanden taktisch der Heeresgruppe C. Das besetzte Gebiet, etwa zwei Drittel Italiens, wurde zur Verwaltung in drei Zonen aufgeteilt. Zehn Provinzen im Norden wurden in den beiden „Operationszonen“ „Adriatisches Küstenland“ und „Alpenvorland“ (Südtirol) zusammengefasst. Sie erhielten eine Zivilverwaltung, die den Gauleitern der angrenzenden Reichsgaue Tirol und Kärnten, Franz Hofer und Friedrich Rainer, unterstanden und wie deutsche Provinzen verwaltet wurden. Eine weitere, etwa 60 km breite Operationszone „Nordwest-Alpen“ entlang der Schweizer und der französischen Grenze wurde direkt dem Armeeoberkommando 14 unterstellt. Auch das Territorium, das sich an die Kampflinie der Truppen anschloss, unterstand in der militärisch jeweils notwendigen Ausdehnung den Kommandierenden Generalen der Armeekorps. Im gesamten restlichen Gebiet wurde eine Militärverwaltung der Wehrmacht eingerichtet. Nach der Befreiung des inhaftierten Mussolini übernahm er offiziell wieder die Führung dieses ständig schrumpfenden Gebietes. Die deutsche Militärverwaltung bestand aber parallel dazu und übernahm immer häufiger die Exekutive, weil die italienische Verwaltung infolge der Kriegsmüdigkeit und der wachsenden Widerstandstätigkeit der Bevölkerung immer wirkungsloser wurde. Das gesamte besetzte Gebiet wurde dem Höchsten SS- und Polizeiführer SS-Obergruppenführer und General der Waffen-SS Karl Wolff unterstellt, dessen Dienststelle aus je einem Befehlshaber Waffen-SS, Ordnungspolizei und Sicherheitsdienst des Reichsführers SS gebildet wurde. Ihre nachgeordneten Behörden koordinierten Aufbau, Überwachung und Einsatz italienischer Polizei- und Waffen-SS-Einheiten, die die italienische Widerstandsbewegung unterdrücken sollten. Italienische Behörden, Kommandanturen der Wehrmacht und die Behörden der SS mit jeweils eigenen Truppen konkurrierten in der Italienischen Sozialrepublik.
Ein Großteil der deutschen Kriegsverbrechen in Italien im Jahr 1944 ist von Einheiten der 16. SS-Panzergrenadier-Division „Reichsführer SS“ verübt worden. Der Historiker Carlo Gentile geht davon aus, dass die besondere Brutalität der Divisionseinsätze in Italien auf eine ideologische Fanatisierung und rassistische Einstellung gegenüber der Bevölkerung zurückzuführen ist, weil sich auf der Kaderebene Personen durchgesetzt hatten, die bereits vorher besonders brutalisierende Erfahrungen im Vernichtungskrieg gemacht und nicht nur einen flüchtigen Eindruck darin gewonnen hatten. Diesem Führungskader waren junge, wenig ausgebildete, unerfahrene und leicht zu beeinflussende Rekruten unterstellt, deren Lebenserfahrungen, Überzeugungen und Prägungen jederzeit in todbringende Aktionen umschlagen konnten. Gentile prägte für diesen Soldatentypus den Begriff „politische Soldaten“.
Zur Plünderung von Kulturgütern (Kunstraub und Bücherraub) unterhielt der Einsatzstab Reichsleiter Rosenberg als Wehrmachtsgefolge Sonderkommandos in Verona und Rom.
In den zivilverwalteten Operationszonen Adriatisches Küstenland und Alpenvorland wurden völkerrechtswidrig – ohne Unterschied der Volkszugehörigkeit – italienische Staatsbürger zum deutschen Kriegs- bzw. Arbeitsdienst rekrutiert. In den italienischsprachigen Provinzen widersetzten sich phasenweise größere Bevölkerungsteile, indem sie sich lokalen Partisanenverbänden anschlossen. Südtiroler Dableiber entfernten sich unerlaubt von der Truppe.

## Strafverfolgung
Nach dem endgültigen Zusammenbruch des Faschismus kam es in Italien zwar zunächst zu einer vielfältigen politischen, personellen und gerichtlichen Abrechnung mit dem Faschismus. Diese fand jedoch mit dem nach Togliatti benannten Amnestiegesetz vom 22. Juni 1946 ihr Ende.
Vor italienischen Gerichten waren 2008 etwa 53 Einzel- und Sammelklagen wegen NS-Kriegsverbrechen anhängig. Im Jahre 2008 entschied das oberste italienische Berufungsgericht, der Corte Suprema di Cassazione, drei Verfahren, in denen Entschädigungsansprüche gegen Deutschland gestellt worden waren, in letzter Instanz für die Kläger. Im Urteil vom Mai 2008 ging es um Entschädigungen für die Deportation zur Zwangsarbeit nach Deutschland, im Fall Distomo (Juni 2008) hatten Angehörige von Griechen geklagt, die Opfer einer Vergeltungsaktion der 4. SS-Polizei-Panzergrenadier-Division für einen Partisanenüberfall wurden. Am 21. Oktober wurden Angehörigen von zwei Opfern eine Entschädigung zugesprochen, die bei einem SS-Massaker am 29. Juni 1944 in Civitella in Val di Chiana getötet worden waren. Nach Auffassung des italienischen Berufungsgerichtes steht der deutsch-italienische Vertrag diesen Entschädigungsansprüchen nicht entgegen. Deutschland hat gegen diese Entscheidung den Internationalen Gerichtshof in Den Haag angerufen und beruft sich darauf, dass es als souveräner Staat an italienischen Gerichten Immunität genieße, außerdem für NS-Verbrechen nach bilateralen Verträgen bereits eine pauschale Entschädigung an Italien bezahlt habe.

## Wiedergutmachungsabkommen
Die Regierungen der Bundesrepublik Deutschland und Italiens unterzeichneten am 2. Juni 1962 einen Vertrag über Leistungen zugunsten italienischer Staatsangehöriger, die von nationalsozialistischen Verfolgungsmaßnahmen betroffen worden sind. Im vom Bundeskabinett dazu beschlossenen Gesetzentwurf heißt es dazu: In dem Vermögensvertrag hatte sich die Bundesrepublik verpflichtet, an Italien 40 Millionen DM für noch offene wirtschaftliche Fragen zu zahlen. Damit sollen alle italienischen Forderungen aus der Zeit vom 1. September 1939 bis zum 8. Mai 1945 abgegolten sein. Im Gegenzug dazu hatte sich Italien verpflichtet, die noch nicht liquidierten Vermögenswerte sowie beschlagnahmte deutsche Fabrik- und Handelsmarken freizugeben. Im Wiedergutmachungsvertrag war eine Zahlung von ebenfalls 40 Millionen DM an italienische Staatsangehörige gezahlt worden, die durch nationalsozialistische Verfolgungsmaßnahmen Freiheits- oder Gesundheitsschäden erlitten haben. Diese Zahlung sollte ebenfalls die Frage der Wiedergutmachung abschließend regeln.

## Beispiele für deutsche Kriegsverbrechen in Italien
- Beispiele für Massaker:→ Hauptartikel: Liste von Massakern in der Zeit der deutschen Besetzung Italiens
  - Massaker in den Ardeatinischen Höhlen
  - Massaker am Turchino-Pass
  - Massaker von Sant’Anna di Stazzema
  - Massaker von Marzabotto
  - Massaker vom Lago Maggiore
  - Massaker von Civitella in Val di Chiana, Cornia und San Pancrazio
  - Massaker von Fivizzano
- Deportation der Juden aus Italien
- KZ Risiera di San Sabba

## Kriegsverbrecherprozesse
- Prozess gegen General Anton Dostler in Caserta 1945 wegen der Ermordung von amerikanischen Kommandosoldaten
- Prozess gegen Generalfeldmarschall Albert Kesselring in Mestre 1947 wegen Geiselerschießungen und Bandenbekämpfung
- Prozess gegen Generalleutnant Kurt Mälzer und Generaloberst Eberhard von Mackensen in Rom 1946
- Prozess gegen Obersturmbannführer Herbert Kappler in Rom 1948 wegen Erpressung, Judenverfolgung und Geiselerschießungen

## Verfilmungen
- Der italienische Dokumentarfilm Die Geige aus Cervarolo behandelt das Massaker an italienischen Zivilisten durch deutsche Truppen im Frühjahr 1944 im Reggianer Apennin und geht zudem auf die Prozesse gegen die deutschen Soldaten in Verona ein.
- Der Film Der Fall Collini behandelt am Beispiel einer Erschießung italienischer Zivilisten durch SS-Einheiten u. a. die juristische Aufarbeitung von Kriegsverbrechen im Zusammenhang mit dem Verjährungsskandal von 1968.

## Einzelbelege
1. ↑  Schreiber: Deutsche Kriegsverbrechen in Italien. S. 8.
2. ↑  Gerhard Schreiber: Die italienischen Militärinternierten im deutschen Machtbereich 1943–1945, Oldenbourg, 1990, S. 507.
3. ↑  Gerhard Schreiber: Militärsklaven im Dritten Reich. In: Wolfgang Michalka (Hrsg.): Der Zweite Weltkrieg. Analysen, Grundzüge, Forschungsbilanz. Hrsg. im Auftrag des Militärgeschichtlichen Forschungsamtes. München 1989, ISBN 3-932131-38-X, S. 764 ff.
4. ↑  Carlo Gentile: Politische Soldaten. Die 16. SS-Panzergrenadier-Division „Reichsführer-SS“ in Italien 1944. In: Quellen und Forschungen aus italienischen Archiven und Bibliotheken. Hrsg. v. Deutschen Historischen Institut in Rom (Digitalisat), 2001, S. 529–561, hier S. 555 f.
5. ↑  Johannes Kramer: Südtiroler in der Wehrmacht und Fahnenflucht. In: Deserteure der Wehrmacht und der Waffen-SS. Hrsg.: Kerstin von Lingen und Peter Pirker, BRILL 2023, ISBN 978-3-657-79135-4, S. 297.
6. ↑  Bericht der Deutsch-Italienischen Historikerkommission (Memento vom 18. April 2013 im Internet Archive) (PDF; 659 kB) S. 15.
7. ↑  Der Spiegel. 24/2008, 9. Juni 2008, S. 38: Das Erbe von Lager Nummer 7.
8. ↑  Der Spiegel. 47/2008, 18. November 2008: Steinmeier will gemeinsame Historikerkonferenz mit Italien.
9. ↑  FAZ. 27. November 2008, S. 5.
10. ↑  Zitiert nach Heinz-Joachim Fischer: Urteile und Klagen. Deutsch-italienische Konsultationen in Triest. In: Frankfurter Allgemeine Zeitung. 18. November 2008, S. 10.